# 2009 en Libye
Chronologie de la Libye
- 2005
- 2006
- 2007
- 2008
- 2009
- 2010
- 2011
- 2012
- 2013

## Chronologie

### Janvier 2009
- Samedi 3 janvier 2009 : Un second bateau chargé de 5 500 tonnes d'aide alimentaire et médicale, affrété par la Libye, a appareillé du port de Musratha (200 km à l'est de Tripoli) et doit arriver mardi matin à Al-Arich, en Égypte, où l'aide devrait être acheminée par camion dans la bande de Gaza via le terminal de Rafah. Le premier bateau libyen affrété début décembre et qui avait été contraint par la marine israélienne de rebrousser chemin, fait également route vers Al-Arich. La Libye a déjà envoyé un hôpital de campagne, 20 ambulances et 50 camions chargés d'aides humanitaires et mis en place un pont aérien pour évacuer les blessés palestiniens.

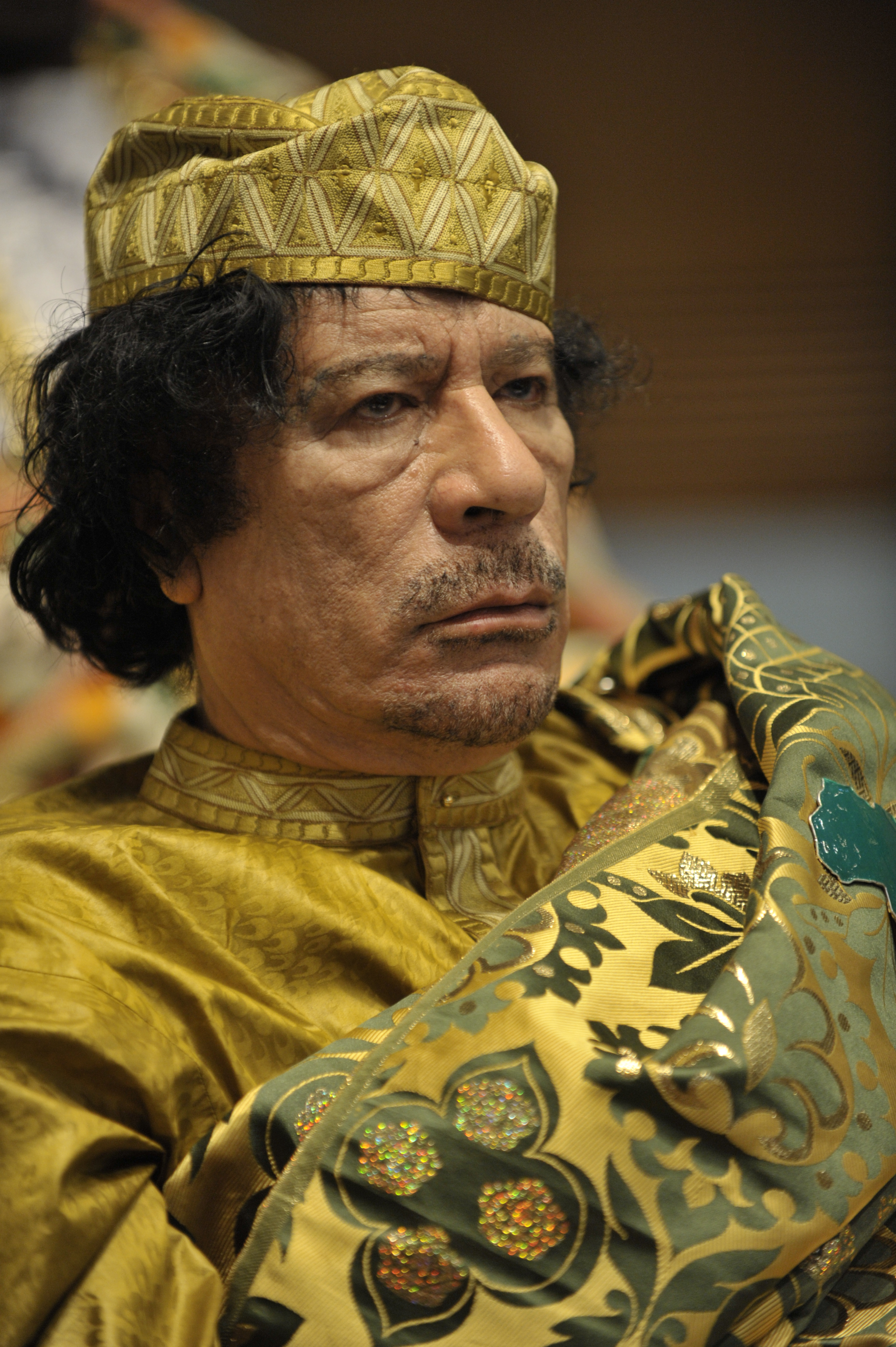
Mouammar Kadhafi
(février 2009)

- Vendredi 9 janvier 2009 : Mouammar Kadhafi appelle les pays arabes à permettre aux volontaires de se battre contre les soldats israéliens dans la bande de Gaza.

- Mercredi 21 janvier 2009 : Une délégation suisse se rend en Libye pour tenter de régler la crise diplomatique qui oppose depuis six mois les deux pays depuis que l'affaire d'Hannibal Kadhafi a éclaté à la suite de l'arrestation à Genève du fils de Mouammar Kadhafi et de sa femme, accusés de mauvais traitements contre des domestiques et finalement relâchés.

- Jeudi 22 janvier 2009 : La Libye demande aux États-Unis le rapatriement de neuf Libyens détenus depuis 2002 dans le centre de prisonniers de Guantanamo, dont le président américain Barack Obama a signé le décret de fermeture.

### Mars 2009
- Mardi 3 mars 2009 : Important remaniement ministériel portant sur 6 des 15 postes ministériels que comptait le gouvernement du premier ministre Baghdadi Mahmoudi qui reste en place. Le chef des services de renseignements libyens, Moussa Koussa (59 ans), est nommé ministre des Affaires étrangères, en remplacement d'Abdelrahman Chalgham, qui occupait ce poste depuis huit ans et qui ira à New York pour représenter la Libye au Conseil de sécurité de l'ONU. Trois nouveaux ministres font leur entrée au gouvernement : Abdelkarim Al Fakhri à l'Enseignement et à la recherche scientifique, Mohamed Hijazi à la Santé et Mohamed Ali Zidane aux Télécommunications. Trois ministères sont supprimés, ceux de la Culture et de l'information, de la Main d'œuvre et de l'Électricité. D'autres ont été fusionnés comme les ministères de l'Éducation et de l'Enseignement supérieur et celui du Plan et de l'économie avec celui du Commerce et de l'investissement.

- Lundi 30 mars 2009 : Trois embarcations chargées d'immigrés clandestins, parties la veille de Sidi Belal, font naufrage et causent la mort de plus de 300 personnes, y compris les disparus. 23 occupants de « nationalités africaines et arabes » ont pu être sauvés par les garde-côtes libyens. « Les trois bateaux étaient surchargés et ont coulé alors que le vent soufflait en tempête. Un quatrième bateau en difficulté a pu être remorqué jusqu'à la côte ».

### Avril 2009
- Mardi 7 avril 2009 : à la suite du discours du président Barack Obama dans lequel il a tendu la main au monde musulman et s'est prononcé en faveur d'un État palestinien, le colonel Mouammar Kadhafi estime que « le président Obama est un éclair dans l'obscurité de l'impérialisme […] Jusqu'ici, le discours politique du président Obama est un discours raisonnable ayant rompu avec l'arrogance qui a prévalu dans les discours des anciens présidents américains ». Il a par ailleurs exprimé sa « crainte » de voir « ce jeune nouveau président américain liquidé, comme ce fut le cas des présidents américains Abraham Lincoln et John Kennedy ou encore de Martin Luther King ».

- Lundi 13 avril 2009 : Le groupe pétrolier public algérien, Sonatrach, annonce la découverte, par sa filiale Sipex, de pétrole dans le bassin de Ghadamès, bloc 65, à 230 km au sud de Tripoli, dans le cadre d'un partenariat avec la Compagnie nationale libyenne d'hydrocarbures (NOC).

### Mai 2009
- Mardi 12 mai 2009 : Le journal libyen Oéa rapporte qu'Ali Mohamed Al-Fakheri, alias « Ibn al cheikh al-Libi », 46 ans, s'est suicidé le 10 mai dans sa cellule en Libye où il purgeait une peine de prison à vie.

- Mardi 26 mai 2009 : La première ministre de l'Ukraine, Ioulia Timochenko, entame des discussions avec son homologue libyen Baghdadi Mahmoudi sur la coopération énergétique, affirmant que son pays souhaitait diversifier ses approvisionnements, vis-à-vis de la Russie[1].

- Mercredi 27 mai 2009 : Le premier ministre Baghdadi Mahmoudi signe à Tripoli avec la première ministre ukrainienne Ioulia Timochenko une série d'accords de coopération dans les domaines du nucléaire civil et de la défense. Le premier accord porte sur la coopération dans le domaine de l'utilisation pacifique de l'énergie nucléaire. L'Ukraine compte quatre centrales nucléaires qui produisent environ la moitié de son électricité consommée. Trois autres accords ont été signés dans les domaines de la défense, de la protection des informations secrètes et de l'enseignement supérieur. Ioulia Timochenko souhaite diversifier les sources d'approvisionnements en pétrole et de gaz de l'Ukraine, et propose à la Libye de construire une raffinerie de pétrole d'une capacité de 10 millions de tonnes par an dans le port d'Odessa pour alimenter un réseau de stations-services. Elle a également proposé à la Libye une coopération dans les domaines aéronautique et agricole, affirmant avoir préparé 17 projets d'accord dans plusieurs domaines, qui devraient être signés lors d'une prochaine réunion en Ukraine. Les deux pays affirment par ailleurs être prêts à supprimer les visas d'entrée pour les ressortissants des deux pays, afin de stimuler les investissements[2].

### Juin 2009
- Mercredi 10 juin 2009 : Le guide de la révolution, Mouammar Kadhafi, est arrivé à Rome pour une visite « historique » de trois jours, sa première dans l'ancienne puissance coloniale qui va se dérouler sous haute surveillance policière. Il a souligné que sa venue en Italie avait été rendue possible par les excuses présentées par Silvio Berlusconi l'année dernière à Tripoli lors de la signature du traité qui a soldé les comptes de plus de trente ans de colonisation italienne (1911-1942). Le chef du gouvernement italien espère faire de cette visite un succès diplomatique après sa victoire étriquée aux européennes, due à une série de scandales.

- Mercredi 17 juin 2009 : Le ministre de la Santé, Mohammad Hijazi, annonce que 13 cas de peste ont été détectés dans l'extrême est de la Libye, près de la frontière égyptienne, dans un village à 30 km de Tobrouk. Des médias libyens en ligne ont font état de un à trois morts. Selon le ministère : « la situation est sous contrôle. Nous menons une campagne massive pour nettoyer et désinfecter les lieux […] la maladie est due notamment aux rats qui ont proliféré en raison de l'élevage des animaux à proximité des habitations ». La maladie avait déjà touché la Libye deux fois, dans les années 1970 et 1980[3].

- Lundi 29 juin 2009 : Ouverture à Syrte (500 km à l'est de Tripoli) du 13e sommet des chefs d'État de l'Union africaine, sous la présidence de Mouammar Kadhafi. Le Sommet a lieu dans le nouveau centre de conférences ultramoderne planté entre la Méditerranée et le désert. Hôte de marque, le président iranien Mahmoud Ahmadinejad doit y prononcer un discours, alors qu'il a fait des relations avec les Africains une des priorités de son premier mandat, depuis son élection en 2005.

### Juillet 2009
- Mercredi 1er juillet 2009 : Le président iranien Mahmoud Ahmadinejad annule la visite qu'il devait effectuer à partir d'aujourd'hui en Libye pour participer au sommet de l'Union africaine devant lequel il devait prononcer un discours.

### Août 2009
- Vendredi 21 août 2009 :
  - Mouammar Kadhafi reçoit Abdelbaset al-Megrahi, le seul condamné pour l'attentat de Lockerbie en 1988 — de retour la veille en Libye —, saluant le « courage » et « l'indépendance » du gouvernement écossais, qui lui a accordé sa libération pour raisons médicales, car atteint d'un cancer en phase terminale et à qui les médecins ne donnent que trois mois à vivre.
  - Selon le quotidien The Times [4], Abdelbaset al-Megrahi, seul coupable reconnu de l'attentat de attentat de Lockerbie, et condamné en 2001 à la prison à vie, va écrire un livre « pour clamer son innocence » et révéler de nouvelles informations sur l'explosion du vol 103 de la PanAm au-dessus de l'Écosse en 1988. Libéré la veille pour raisons médicales, son livre évoquera sa vie en prison et dévoilera tout ce qu'il sait sur l'explosion du Boeing 747 au-dessus du village écossais, qui avait fait 270 morts. Il utilisera les informations collectées par ses avocats en vue d'un deuxième appel déposé devant la justice écossaise et finalement abandonné avec sa libération et son retour en Libye. Abdelbaset al-Megrahi affirme être victime d'un coup monté dans cette affaire. Sa libération et l'abandon de son deuxième appel laissent craindre à certaines familles de victimes que la vérité sur l'attentat et d'éventuelles autres implications ne soient jamais connues[5],[6].